# Yu-Gi-Oh! 5D's
Yu-Gi-Oh! 5D's (遊☆戯☆王5D's?, Yūgiō Faibu Dīzu) è una serie televisiva anime, la terza legata al mondo di Yu-Gi-Oh!. È stata trasmessa in Giappone dal 2 aprile 2008 al 30 marzo 2011 ed è il seguito di quella precedente, Yu-Gi-Oh! GX. Come le precedenti serie, si concentra attorno a personaggi che giocano a Duel Monsters. L'inizio della trasmissione dell'anime è stata anticipata di un mese e mezzo dall'uscita della prima raccolta di carte legato al gioco di carte collezionabili.

## Trama
In questa serie manga/anime, oltre ai tradizionali duelli con il Dueling Disk, alcuni duellanti si sfidano su particolari moto-dueling disk, chiamate "Duel Runner" ("D-Wheel" nella versione originale) e questi duellanti prendono il nome di "Duellanti Turbo" ("D-Wheeler" nella versione originale, "Turbo Duelists" in quella statunitense).
Yu-Gi-Oh! 5D's è ambientato nel futuro a Nuova Città di Domino. Diciassette anni prima, per colpa del malfunzionamento di un reattore, chiamato Ener-D all'interno della città, ha causato un forte terremoto che ha diviso la città in due parti: il Satellite, la parte fatiscente e colpita dalla povertà, e New Domino City, la parte più ricca e urbana. Il protagonista è Yusei Fudo, un ragazzo del Satellite. Fugge nella ricca città per cercare la libertà della sua gente e trovare Jack Atlas, il Re dei Duelli Turbo, nonché suo vecchio amico che lo ha tradito rubandogli due anni prima la Duel Runner e la carta Drago Polvere di Stelle, la quale rappresentava l'unica possibilità per Yusei e i suoi amici di lasciare il Satellite Yusei e Jack si affrontano in un Duello Turbo a bordo delle loro Duel Runner, e Yusei è in grado di riprendere il controllo del Drago Polvere di Stelle. Mentre il Drago Polvere di Stelle di Yusei sta combattendo con il drago di Jack, Arcidemone Drago Rosso; le braccia di Yusei e Jack si illuminano di rosso, appare un terzo drago rosso, il Drago Cremisi che pone improvvisamente fine al combattimento.
Ciò attira l'attenzione di Rex Goodwin, il capo dell'Ufficio di manutenzione della sicurezza pubblica, che rivela a Jack un vecchio segreto di cinquemila anni, che coinvolge il "Popolo delle stelle", una civiltà pre-Inca, il "Drago Cremisi", e "Segni del drago", identificati da una voglia rossa sul braccio che rappresenta una parte del drago. I Predestinati del drago vengono scelti per salvare il mondo. Rex Goodwin decide di organizzare il torneo della Fortune Cup per riuscire a radunare tutti i duellanti predestinati che presentano il simboli del Drago Cremisi e accertarne l'identità. Quello che accade con le duellanti Akiza e Luna. Goodwin rivela che i Predestinati sono destinati ad affrontare i Predestinati Oscuri, duellanti resuscitati dai morti per servire i malvagi Immortali Terrestri. I Predestinati si dirigono al Satellite per affrontare questi nemici ovvero: Roman Goodwin (fratello di Rex, in origine Predestinato che possedeva il Simbolo della testa del Drago ma decise di cambiare fazione diventando leader dei Predestinati Oscuri), Kalin Kessler (un ex amico di Yusei, Jack), Devac, Misty Tredwell, Grieger e Carly Carmine.
Dopo la sconfitta dei Predestinati Oscuri si scopre che Rex Goodwin è diventato anch'esso un Predestinato Oscuro e usa il braccio mozzato di suo fratello Roman per diventare anche lui un Predestinato. Yusei, Jack e Crow lo affrontano in un Duello Turbo per impedire a lui e al Re degli Inferi, creatura liberata dei Predestinati Oscuri, di distruggere il mondo. Prima dell'attacco finale, Yusei ottiene il marchio di testa del Drago mentre Crow ottiene il suo precedente marchio della coda, rendendolo un Predestinato. Con il potere del Drago Cremisi e del Drago Stellare Maestoso di Yusei, sconfigge Goodwin che, insieme a Roman, si sacrificano per distruggere il Re degli Inferi e fare ritornare in vita i Predestinati Oscuri come persone normali.
È passato un anno dalla sconfitta dei Predestinati Oscuri, Nuova Città di Domino e Satellite vengono finalmente riuniti in una prospera città con la costruzione del "Ponte Dedalo", una fitta rete di strade che collegano Satellite e Nuova Città di Domino con alcune sezioni utilizzate anche per i Duellanti Turbo. Yusei e i suoi amici, che ora si chiamano "Team 5D's", si preparano per il prossimo torneo Gran Premio mondiale dei Duelli Turbo (WRGP). Appare una nuova minaccia, i Tre Imperatori di Iliaster, i cui mostri principali, gli "Imperatori Macchina", possono assorbire i Mostri Synchro dai loro avversari per potenziarsi. Yusei incontra un altro concorrente, Sherry LeBlanc, che sta indagando sull'organizzazione Iliaster, che secondo quanto riferito è responsabile della morte dei suoi genitori. Il Team 5D's è anche affiancato da un misterioso meccanico amnesico di nome Bruno, il cui alter ego segreto Antinomy insegna a Yusei i segreti di "Accel Synchro", un metodo di evocazione che gli permette di tirare fuori una versione migliorata del suo Drago Polvere di Stelle. Il WRGP inizia presto, con il Team 5D's che affronta avversari duri prima di affrontare gli stessi Imperatori, che si rivelano essere tre diverse incarnazioni di Aporia, un cyborg inviato dal futuro per distruggere Nuova Città di Domino per evitare che una grande calamità colpisca l'umanità nel futuro.
Sebbene il Team 5D's sconfigga Aporia e vinca il WRGP, appare nel cielo un'enorme città nota come Fortezza del Destino che minaccia di schiantarsi contro Nuova Città di Domino e distruggerla. Il Team 5D's sale a bordo per fermarlo. Prima di raggiungere il nucleo della fortezza, si confrontano con tre individui a guardia del suo accesso: Akiza e Crow affrontano Sherry, a cui era stato promesso di riavere i suoi genitori; Yusei affronta Bruno, che ha recuperato i suoi ricordi di essere Antinomy, un altro membro di Iliaster; e Jack, Luna e Leo affrontano Aporia. Leo muore durante il duello e viene rianimato dal Drago Cremisi, diventando il sesto firmatario che porta il marchio del cuore del drago. Quando i Predestinati raggiungono finalmente Z-one, il leader di Iliaster, Yusei prende in prestito i draghi dei suoi amici per aggiungerli al suo mazzo e sfida Z-one a un DuelloTurbo finale per decidere il futuro di Nuova Città di Domino. Z-one si rivela essere uno scienziato del futuro che ha assunto l'identità di Yusei e ha viaggiato indietro nel tempo per prevenire la distruzione dell'umanità. Yusei riesce a usare le carte dei suoi amici per eseguire un "Limit Over Accel Synchro" ed evocare il suo mostro più forte, "Drago Quasar Cadente". Dopo che Z-one è stato sconfitto da Yusei, decide di affidare il futuro dell'umanità a Yusei e si sacrifica per distruggere la Fortezza del Destino e salvare Nuova Città di Domino dalla distruzione.
Passa quasi un anno dopo la vittoria dei Predestinati su Iliaster e gli ex membri del Team 5D's proseguono le loro vite seguendo percorsi separati. Si separano tutti, tranne Yusei, che decide di rimanere a Nuova Città di Domino e cercare un modo per fermare la distruzione dell'umanità in futuro. Gli altri Predestinati decidono che torneranno dopo avere realizzato i loro sogni. Mentre corrono insieme sulle loro Duel Runner un'ultima volta, appare il Drago Cremisi che rimuove loro i segni del drago, mentre la loro missione di Predestinati è compiuta.

## Media

### Anime
Yu-Gi-Oh! 5D's è stato prodotto da Nihon Ad Systems e TV Tokyo e animato dallo studio Gallop. La serie è composta da 154 episodi ed è andata originariamente in onda in Giappone su TV Tokyo dal 2 aprile 2008 al 30 marzo 2011, in seguito alla conclusione della serie precedente del franchise, Yu-Gi-Oh! GX. Nel corso della trasmissione si sono susseguite diverse sigle. Gli episodi che vanno dal numero a al 26 presentano i brani Kizuna -Kizuna- (絆-キズナ-? lett. "Legami -Legami-") cantata dai Kra (apertura) e START (lett. "INIZIO") cantata da Masataka Nakagauchi (chiusura). Dal numero 27 al 64 invece sono stati utilizzati LAST TRAIN -Atarashii asa- (LAST TRAIN -新しい朝-?, LAST TRAIN -Atarashii asa-, lett. "ULTIMO TRENO -Nuovo mattino") di knotlamp (apertura) e CROSS GAME (lett. "GIOCO INCROCIATO") di Alice Nine (chiusura). Gli episodi che vanno dal 65 al 103 hanno come sigle FREEDOM (lett. "LIBERTÀ") di La Vie. (apertura) e -OZONE- (lett. "-OZONO-") di vistlip (chiusura). Dall'episodio 104 al 129 sono stati adoperati BELIEVE IN NEXUS (lett. "CREDI NEL NESSO") di Masaaki Endoh (apertura) e Close to you (lett. "Vicino a te") di ALvino 〜ALchemy vision normal〜 (chiusura). L'ultima coppia di brani, utilizzata per gli episodi 130-154, è Asu he no michi 〜Going My Way!!〜 (明日への道〜Going my way!!〜?, Asu he no michi ~Going My Way!!~', lett. "La strada verso il domani ~Vado per la mia strada!!~") cantata da Masaaki Endoh (apertura) e Mirai iro (みらいいろ? lett. "Colori futuri") dei Plastic Tree (chiusura). Sono inoltre presenti tre insert song che si possono sentire nel corso di diversi episodi: You say... asu e (You say…明日へ?, You say... asu e, lett. "Tu dici... a domani") cantata da La Vie (ep. 72, 90, 92), Clear Mind (lett. "Mente chiara") (ep. 109-110, 121, 129, 134, 154) e YAKUSOKU NO MELODY (lett. "LA MELODIA DELLE PROMESSE") (ep. 154) entrambe di Masaaki Endoh.
Come per le prime due serie di Yu-Gi-Oh!, i diritti per il mercato statunitense di questa serie sono stati acquistati da 4Kids Entertainment e la messa in onda negli Stati Uniti è iniziata il 13 settembre 2008 sulla rete The CW4Kids, per poi essere spostata su Cartoon Network. Warner Bros. Family Entertainment e Warner Bros. Television Animation si sono occupate a loro volta della distribuzione in Nord America. Dal 29 maggio 2010, la serie è stata trasmessa nuovamente in fasce orarie da un'ora sulla rete The CW4Kids. La serie è stata infine spostata nuovamente nel blocco Toonzai il 18 settembre 2010. La versione doppiata dell'anime è terminata il 10 settembre 2011, lasciando diversi episodi della versione originale inediti e diventando la seconda serie di Yu-Gi-Oh! a non avere un doppiaggio completo. Come per l'adattamento utilizzato nelle precedenti due serie del franchise sono state operate delle modifiche sia sulla trama che sui nomi di carte e personaggi, oltre a una generale riduzione del livello di violenza presente. Il 22 settembre 2010, Toonzaki e Hulu hanno reso disponibili sia gli episodi nella loro versione originale giapponese sottotitolata che in quella doppiata in inglese e censurata. Tali episodi usano i nomi inglesi per le carte invece di quelli giapponesi. In un'intervista di Anime News Network con Mark Kirk, vicepresidente di Digital Media per 4Kids Entertainment, ha dichiarato che tali modifiche sono state operate per motivi legali. La sigla impiegata per tutti gli episodi è Hyper Drive cantata da Cass Dillon.
In Italia i diritti sono stati acquistati da Mediaset e la serie è stata trasmessa per la prima volta dal 26 maggio 2009 su Italia 1. La serie viene poi interrotta il 30 gennaio 2010 con 48 episodi trasmessi, mentre gli episodi dal 49 al 64 sono stati trasmessi dal 13 marzo al 21 maggio 2011, passando la prima visione alla rete Boing. Dal 7 maggio al 25 luglio 2011 vengono trasmessi su Boing gli episodi dal 65 al 116, mentre gli episodi dal 117 al 124 vengono trasmessi tra novembre e dicembre dello stesso anno sempre su Boing. Dopo oltre quattro anni di assenza, la serie viene replicata nel 2016 in fascia notturna, trasmettendo gli episodi inediti rimanenti dal 13 al 21 settembre. Tuttavia, in questa trasmissione vengono saltati erroneamente diversi episodi della serie, incluso l'episodio 139 che è così rimasto inizialmente inedito. A un anno dalla trasmissione dei nuovi episodi, con un nuovo ciclo di repliche sempre in orario notturno, questa puntata è stata recuperata il 25 agosto 2017. La versione italiana è basata su quella statunitense per i primi 64 episodi come per le precedenti serie di Yu-Gi-Oh!, mentre gli episodi successivi sono basati sull'edizione originale giapponese. Tuttavia, nonostante la versione di base sia differente, la terminologia utilizzata è la stessa degli episodi precedenti. Il doppiaggio italiano è stato curato dalla Merak Film di Milano sotto la direzione di Graziano Galoforo e Loredana Nicosia. L'adattamento dei dialoghi dell'edizione italiana sono stati effettuati da: Achille Brambilla, Luisella Sgammeglia, Riccardo Maria Rinaldi, Alessandra Mozzi, Claudia Magini e Valeria Conte. La sigla italiana è intitolata Yu-Gi-Oh Duel Runner, musica di Max Longhi e Giorgio Vanni, testo di Fabio Gargiulo, Max Longhi e Giorgio Vanni e cantata da Giorgio Vanni. Tale brano è stato impiegato durante la trasmissione della serie su Italia 1 e Boing mentre nelle repliche su Cartoon Network è stata utilizzata la sigla statunitense.

### Special
Uno special dal titolo Yu-Gi-Oh! 5D's: Shinka suru kettō! Stardust VS Red Demon's (遊☆戯☆王5D's 進化する決闘！ スターダスト VS レッド・デーモンズ?, Yūgiō Faibu Dīzu: Shinka suru kettō! Sutādasuto VS Reddo Dēmonzu, lett. "Yu-Gi-Oh! 5D's: Duello in evoluzione! Drago Polvere di Stelle VS Arcidemone Drago Rosso") è stato proiettato in anteprima al Jump Super Anime Tour il 21 settembre 2008 e pubblicato in DVD il 23 novembre successivo in allegato al Duelist Box. Si tratta di un episodio non canonico che presenta un duello turbo tra Yusei Fudo e Jack Atlas e che promuove le buste di espansione Crisi Scarlatta del gioco di carte collezionabili. Le sigle dello special sono le medesime del primo blocco di episodi della serie televisiva, ovvero Kizuna -Kizuna- (絆-キズナ-? lett. "Legami -Legami-") dei Kra (apertura) e START (lett. "INIZIO") di Masataka Nakagauchi (chiusura).

### Manga
Un adattamento manga, scritto da Masahiro Hikokubo e disegnato Masashi Sato, è stato serializzato dal 21 agosto 2009 al 21 gennaio 2015 sulla rivista mensile V Jump edita da Shūeisha. I capitoli sono stati pubblicati in nove volumi tankōbon pubblicati dal 30 aprile 2010 al 4 giugno 2015. Il settimo volume si è posizionato al sedicesimo posto nella classifica settimanale dei manga più venduti in Giappone. Come l'adattamento manga di Yu-Gi-Oh! GX, anche questo presenta una trama originale, mostri diversi e varie differenze rispetto alla controparte anime. La serie è stata concessa in licenza in Nord America a Viz Media.

### Videogiochi
Dalla serie sono stati tratti anche diversi videogiochi sviluppati e pubblicati da Konami per varie console.
Sono stati distribuiti due titoli per Wii, Yu-Gi-Oh! 5D's: Wheelie Breakers (2009) e Yu-Gi-Oh! 5D's: Master of the Cards (2010). Wheelie Breakers è un simulatore di guida in cui i giocatori possono usare le carte per ridurre i Life Points degli altri giocatori e sconfiggerli. A differenza del gioco di carte, i mostri usano i segnalini velocità per attaccare i loro avversari e i giocatori non perdono se i loro Life Points raggiungono lo zero, ma non sono in grado di continuare la gara. Master of the Cards invece presenta più di 4.500 carte e la modalità multiplayer tramite Wi-Fi.
Sono anche usciti tre giochi per Nintendo DS: Yu-Gi-Oh! 5D's Stardust Accelerator: World Championship 2009 (2009), Yu-Gi-Oh! 5D's World Championship 2010: Reverse of Arcadia (2010) e Yu-Gi-Oh! 5D's World Championship 2011: Over the Nexus (2011); tutti e tre rappresentano il continuo della serie di giochi denominata World Championship. Stardust Accelerator utilizza il software World Championship 2009 e presenta anche una modalità storia in cui un duellante cerca di recuperare la memoria. Se si vincono tutti i tornei singoli apparirà un avversario sbloccabile, Endymion, il Mago Maestro. In Reverse of Arcadia la storia è ambientata durante l'arco narrativo dei Predestinati Oscuri e il giocatore assume il controllo di un ex membro del Team Satisfaction a cui è stato fatto il lavaggio del cervello dal Movimento Arcadia. Over the Nexus presenta oltre 4.200 carte e un editor di rompicapo.
Su PlayStation Portable invece sono stati resi disponibili rispettivamente: Yu-Gi-Oh! 5D's Tag Force 4 (2009), Yu-Gi-Oh! 5D's Tag Force 5 (2010) e Yu-Gi-Oh! 5D's Tag Force 6 (2011). Tag Force 4 presenta i mostri Synchro Oscuri e Tuner Oscuri della seconda stagione dell'anime. Tag Force 5 è ambientato durante la terza stagione dell'anime, mentre Tag Force 6 copre tutto il resto della serie animata.
Per il servizio Xbox Live è uscito Yu-Gi-Oh! Decade Duels (2010), ovvero un gioco che offre classifiche online e funzionalità di chat vocale, oltre alla possibilità di acquistare carte extra tramite Xbox Live Marketplace. Il gioco è stato rimosso dal servizio nel giugno 2012. Tuttavia è tornato disponibile il 21 novembre 2012 con il titolo Yu-Gi-Oh! 5D's Decade Duels Plus ma è stato rimosso lo stesso giorno per ragioni sconosciute. Successivamente è riapparso sul servizio nel febbraio 2013 dove la sua disponibilità fu estesa anche a PlayStation Network.
Uscì anche un gioco online intitolato Yu-Gi-Oh Online 3: Duel Accelerator (2009), il quale si basava interamente su Yu-Gi-Oh! 5D's. Il gioco è stato poi chiuso il 30 settembre 2012 a seguito di una decisione interna di Konami.
Diversi personaggi di Yu-Gi-Oh! 5D's sono talvolta presenti in Yu-Gi-Oh! ARC-V Tag Force Special (2015), Yu-Gi-Oh! Duel Links (2016) e Yu-Gi-Oh! Cross Duel (2022) assieme a quelli delle altre serie.

## Accoglienza
In un sondaggio condotto nel 2018 dal sito web Goo Ranking, gli utenti giapponesi hanno votato i loro anime preferiti usciti nel 2008 e Yu-Gi-Oh! 5D's è arrivato al dodicesimo posto con 96 voti.